# Qaratorpaq
Qaratorpaq är en ort i Azerbajdzjan.   Den ligger i distriktet Şəki Rayonu, i den centrala delen av landet, 210 km väster om huvudstaden Baku. Qaratorpaq ligger 351 meter över havet och antalet invånare är 392.
Terrängen runt Qaratorpaq är kuperad söderut, men norrut är den platt. Terrängen runt Qaratorpaq sluttar söderut. Närmaste större samhälle är Ağdaş, 16,4 km söder om Qaratorpaq. 
Trakten runt Qaratorpaq består till största delen av jordbruksmark. Runt Qaratorpaq är det ganska tätbefolkat, med 72 invånare per kvadratkilometer.